# David Del Rio
David Del Rio (* 29. September 1987 in Miami, Florida) ist ein US-amerikanischer Schauspieler und Regisseur.

## Leben
David wurde am 29. September 1987 in Miami, Florida geboren. Er besuchte die New World School of the Arts in Miami, die er 2006 abschloss. Danach studierte er an der New York Conservatory for Dramatic Arts. 
Seine Schauspielkarriere begann er 2008 mit einem Gastauftritt in Law & Order: Special Victims Unit. Ein Jahr später erhielt er eine Hauptrolle in der Nickelodeon-Serie Troop – Die Monsterjäger, in der er die Rolle des Felix Garcia spielte. Darin war er bis 2011 zu sehen. Danach folgten Gastauftritte in Southland als Martin Estrada und in CSI: Vegas als Matthew Lapaz. 2011 war er neben Sarah Hyland und Matt Prokop als Ari in dem Disney Channel Original Movie Movie Star – Küssen bis zum Happy End zu sehen. 
Darüber hinaus spielte er in dem Broadway-Musical In the Heights mit. Dort ersetzte er Robin de Jesús, der sich eine Verletzung zugezogen hatte.
2018 inszenierte David Del Rio mit dem Horrorfilm Sick for Toys seinen ersten Kinofilm, die Hauptrolle übernahm Camille Montgomery.

## Filmografie
als Schauspieler
- 2008: Law & Order: Special Victims Unit (Fernsehserie, Episode 9x16)
- 2009–2011: Troop – Die Monsterjäger (The Troop, Fernsehserie, 28 Episoden)
- 2011: Southland (Fernsehserie, Episode 3x09)
- 2011: CSI: Vegas (CSI: Crime Scene Investigation, Fernsehserie, Episode 12x04)
- 2011: Movie Star – Küssen bis zum Happy End (Geek Charming, Fernsehfilm)
- 2012: Pitch Perfect
- 2012: Navy CIS: L.A. (NCIS: Los Angeles, Fernsehserie, Episode 4x04)
- 2015: Spare Parts
- 2016: Undrafted
- 2016: Das Belko Experiment (The Belko Experiment)
- 2021: The Good Doctor (Fernsehserie, Episode 4x06)
- 2022: Maggie (Fernsehserie)
- 2024 - : Matlock (Fernsehserie)

als Regisseur
- 2018: Sick for Toys